# Radio Resource Control
Das Radio Resource Control Protocol (RRC) ist ein im Mobilfunk auf der Luftschnittstelle eingesetztes Protokoll für die Steuerung der funktechnischen Ressourcen. RRC ist auf der dritten Schicht angesiedelt und sorgt für die Signalisierung zwischen dem Teilnehmergerät (UE) und dem Funkzugangsnetz (RAN). Das Protokoll wird von 3GPP für UMTS in TS 25.331, für LTE in TS 36.331 und für 5G New Radio (NR) in TS 38.331 spezifiziert.
Zu den Funktionen des RRC-Protokolls gehören der Verbindungsaufbau und -abbau sowie der Betrieb und die Kontrolle der Verbindung zwischen den genannten Komponenten. Um eine geforderte Dienstgüte (QoS) zu unterstützen, können gleichzeitig mehrere Funkverbindungen zu einem Teilnehmergerät aufgebaut werden. Darüber hinaus bietet das RRC-Protokoll Paging, Broadcast und Nachrichten zwischen RAN und Teilnehmergerät, eine Kontrolle der Übertragungsleistung und der Verschlüsselung.